# Manaíra
Manaíra est une ville brésilienne du sud-ouest de l'État de la Paraíba.
Sa population était estimée à 10 986 habitants en 2007. La municipalité s'étend sur 353 km2.